# 칼리드노스
칼리드노스(Κάλυδνος) 또는 칼리드누스는 그리스 신화에서 하늘의 신 우라노스의 아들이자, '칼리드나'라고 불리었던 고대 테베의 첫 번째 왕이었다. 칼리드노스는 테베를 요새화시켰는데, 이러한 이유로 테베는 때때로 "칼리드노스의 요새"라고 일컬어지기도 했다. 칼리드노스의 후계자는 오기고스이다.